# Oskar Schreiber (Geodät)

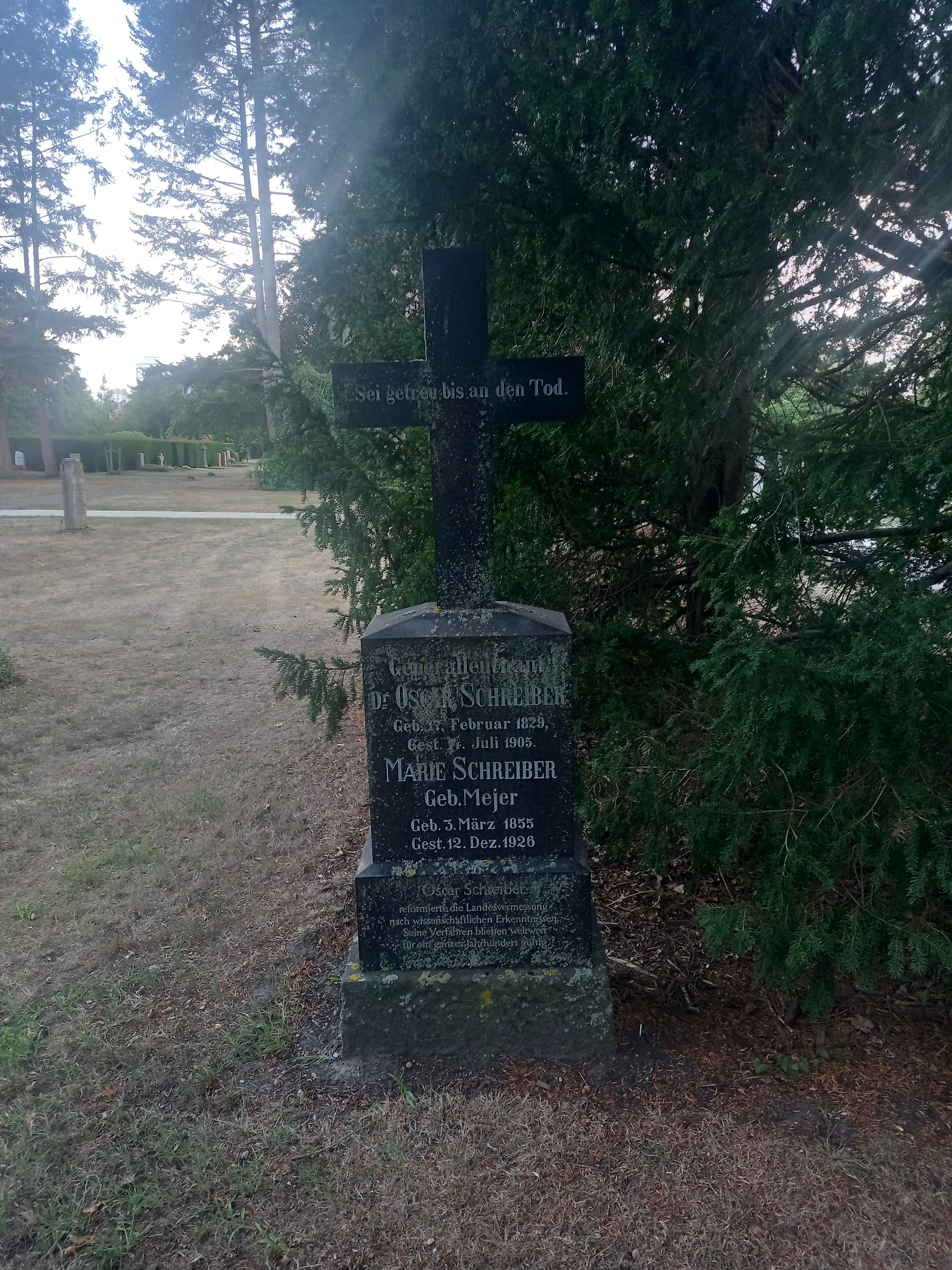
Das Grab von Oscar Schreiber und seiner zweiten Ehefrau Maria geborene Mejer auf dem Stadtfriedhof Stöcken in Hannover

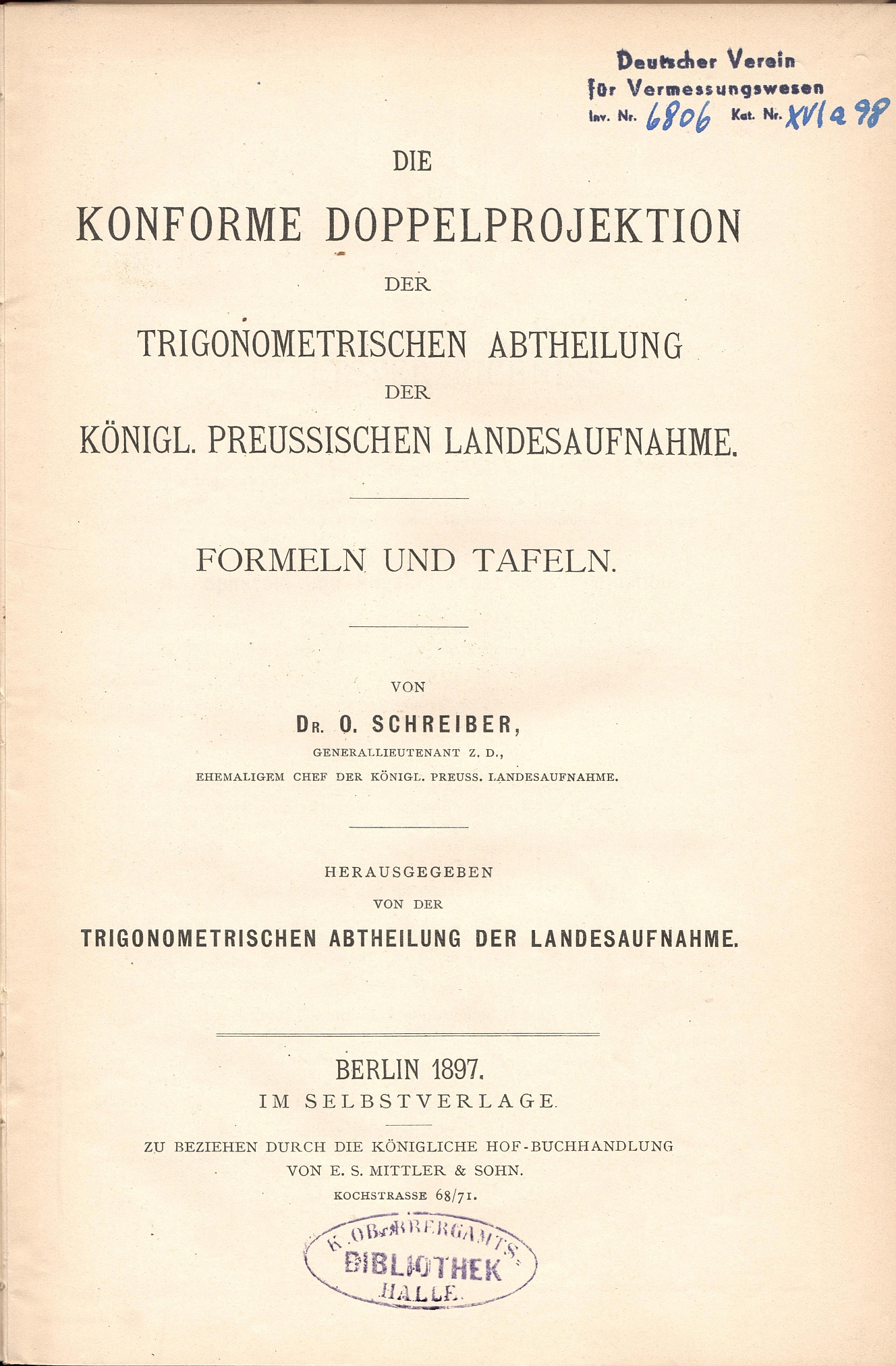
Schreibers Arbeit über die konforme Doppelprojektion

Oskar Karl August Heinrich Schreiber (* 17. Februar 1829 in Stolzenau; † 14. Juli 1905 in Hannover) war ein preußischer Generalleutnant sowie Geodät und Chef der Landesaufnahme.

## Leben

### Herkunft und Familie
Oskar war der Sohn des Amtmanns Georg Karl Wilhelm Schreiber († 1843) und dessen Ehefrau Sophie, geborene Lunde († 1862).
Er vermählte sich 1861 in Goslar mit  Hermine Wiepking (1832–1875). Eine zweite Ehe ging er 1881 in Göttingen mit Maria Karoline Elwira Amalie Mejer (1855–1926) ein. Insgesamt wurden ihm fünf Kinder geboren, wovon der Sohn Oskar (1868–1936) als Lehrer für Geodäsie an der Universität Kapstadt und Otto (1882–1929) als Professor an der Universität Königsberg wirkten.

### Laufbahn
Nach dem Besuch des Gymnasiums in Clausthal und der polytechnischen Hochschule in Hannover trat er 1848 als Volontärkadett ins Hannoversche Garde-Jägerbataillon ein. Im Jahr 1849 war er zum Sekondeleutnant im 1. Jägerbataillon sowie 1852 zum Premierleutnant avanciert. Er war 1856 Inspektionsoffizier beim Kadettenkorps und erhielt 1866 seine Beförderung zum Hauptmann. Im Krieg gegen Preußen wurde er bei Langensalza leicht verwundet und hat zu Neujahr 1867 seinen Abschied aus der Hannoverschen Armee erhalten.
Anfang März 1867 wurde Schreiber als Hauptmann in die Preußische Armee übernommen und dem 3. Westfälischen Infanterie-Regiment Nr. 16 zunächst aggregiert und im Dezember einrangiert. Ebenfalls noch im Dezember des Jahres 1867 wurde er zum Großen Generalstab zwecks Landestriangulation kommandiert. Schreiber wurde im März 1868 unter Stellung à la suite des Infanterie-Regiments Nr. 16 beim Nebenetat des Großen Generalstab geführt und war seit April des Jahres Vermessungsdirigent. Im Deutsch-Französischen Krieg nahm er an der Belagerung von Metz, der Schlacht bei Beaune-la-Rolande, sowie den Gefechten bei Bellevue, wo er erneut leicht verwundet wurde, Les Cotelles, Vendôme, Tours und St. Amand teil. Im April 1871 kehrte er in den Nebenetat beim Großen Generalstab zurück und wurde unter Belassung seiner Stellung ebd. à la suite des 7. Westfälischen Infanterie-Regiments Nr. 56 gestellt. Zu Beginn des Jahres 1873 erhielt er das Eiserne Kreuz II. Klasse und avancierte zum Major. Er wurde 1875 mit der Führung der Geschäfte als Chef der Trigonometrischen Abteilung beauftragt, stieg 1879 zum Oberstleutnant auf und erhielt 1879 die Stellung als Chef im Nebenetat des Großen Generalstabes. Seiner Beförderung zum Oberst im Jahre 1882 folgte die Verleihung des Kronenordens II. Klasse, der Rang als Brigadekommandeur mit Wahrnehmung der Geschäfte als Chef der Landesaufnahme und die Beförderung zum Generalmajor, sämtlich im Jahr 1888. Den Roten Adlerorden II. Klasse mit Eichenlaub hat er im März und seine Beförderung zum Generalleutnant im November 1890 erhalten. Im Januar 1892 wurde ihm noch der Stern zum Roten Adlerorden II. Klasse verliehen und am 25. März 1893 wurde er mit Pension zur Disposition gestellt, unter Verleihung des Kronenordens I. Klasse.

### Lebenswerk
Unter ihm wurde ab 1866 das Vermessungsnetz von Preußen nach Westen weitergeführt. Zu diesem Zweck entwickelte Schreiber einige sehr innovative Formelsysteme für die Geodätische Hauptaufgabe der Koordinatenrechnung am Erdellipsoid.
Die unter Schreiber angefelderten bisherigen Teile der westdeutschen Triangulation werden „Schreiberscher Block“ genannt. Geografisch wird dieses große Netz erster Ordnung begrenzt: im Süden vom Main und im Osten von der Linie Hof (Saale)-Flensburg. Eine Reihe weiterer Anschlüsse wurde erst im 20. Jahrhundert durchgeführt (z. B. Südwesten, Bayern und Teile von Niedersachsen).
Schreibers Verdienst ist, erstmals ein (fast) gesamtstaatliches Messnetz über die deutschen Länder geschaffen zu haben. Seine logarithmischen Reihenentwicklungen zur ellipsoidischen Geometrie sind jedoch seit dem zunehmenden Einsatz von Computern durch direkt-numerische Formeln ersetzt worden.
Die philosophische Fakultät der Universität Berlin verlieh ihm am 25. März 1893 die Ehrendoktorwürde.